# Меллетт (округ)
Округ Меллетт (англ. Mellette County) располагается в штате Южная Дакота, США. Официально образован в 1909 году. По состоянию на 2010 год, численность населения составляла 2048 человек.

## География
По данным Бюро переписи США, общая площадь округа равняется 3392 км2, из которых 3384 км2 суша и 8 км2 или 0,300 % это водоёмы.

## Население
По данным переписи населения 2000 года в округе проживает 2 083 жителей в составе 694 домашних хозяйств и 498 семей. Плотность населения составляет 1,00 человек на км2. На территории округа насчитывается 824 жилых строений, при плотности застройки около 1,00-го строения на км2. Расовый состав населения: белые — 44,74 %, афроамериканцы — 52,42 %, коренные американцы (индейцы) — 0,10 %, азиаты — 0,24 %, гавайцы — 0,00 %, представители других рас — 2,50 %, представители двух или более рас — 0,00 %. Испаноязычные составляли 1,68 % населения независимо от расы.
В составе 38,90 % из общего числа домашних хозяйств проживают дети в возрасте до 18 лет, 46,80 % домашних хозяйств представляют собой супружеские пары проживающие вместе, 16,70 % домашних хозяйств представляют собой одиноких женщин без супруга, 28,10 % домашних хозяйств не имеют отношения к семьям, 24,20 % домашних хозяйств состоят из одного человека, 10,50 % домашних хозяйств состоят из престарелых (65 лет и старше), проживающих в одиночестве. Средний размер домашнего хозяйства составляет 2,94 человека, и средний размер семьи 3,49 человека.
Возрастной состав округа: 35,30 % моложе 18 лет, 7,50 % от 18 до 24, 24,60 % от 25 до 44, 19,40 % от 45 до 64 и 19,40 % от 65 и старше. Средний возраст жителя округа 32 лет. На каждые 100 женщин приходится 101,30 мужчин. На каждые 100 женщин старше 18 лет приходится 100,60 мужчин.
Средний доход на домохозяйство в округе составлял 23 219 USD, на семью — 25 221 USD. Среднестатистический заработок мужчины был 17 989 USD против 17 989 USD для женщины. Доход на душу населения составлял 10 362 USD. Около 30,40 % семей и 35,80 % общего населения находились ниже черты бедности, в том числе — 45,70 % молодежи (тех, кому ещё не исполнилось 18 лет) и 21,90 % тех, кому было уже больше 65 лет.